# 항라머리검독수리속
항라머리검독수리속(Clanga)은 수리과에 속하는 한 속이다. 항라머리검독수리 등이 속해 있다.

## 하위 종
- Indian spotted eagle (Clanga hastata)
- Lesser spotted eagle (Clanga pomarina)
- 항라머리검독수리 (Clanga Clanga)